# Eggarten-Siedlung

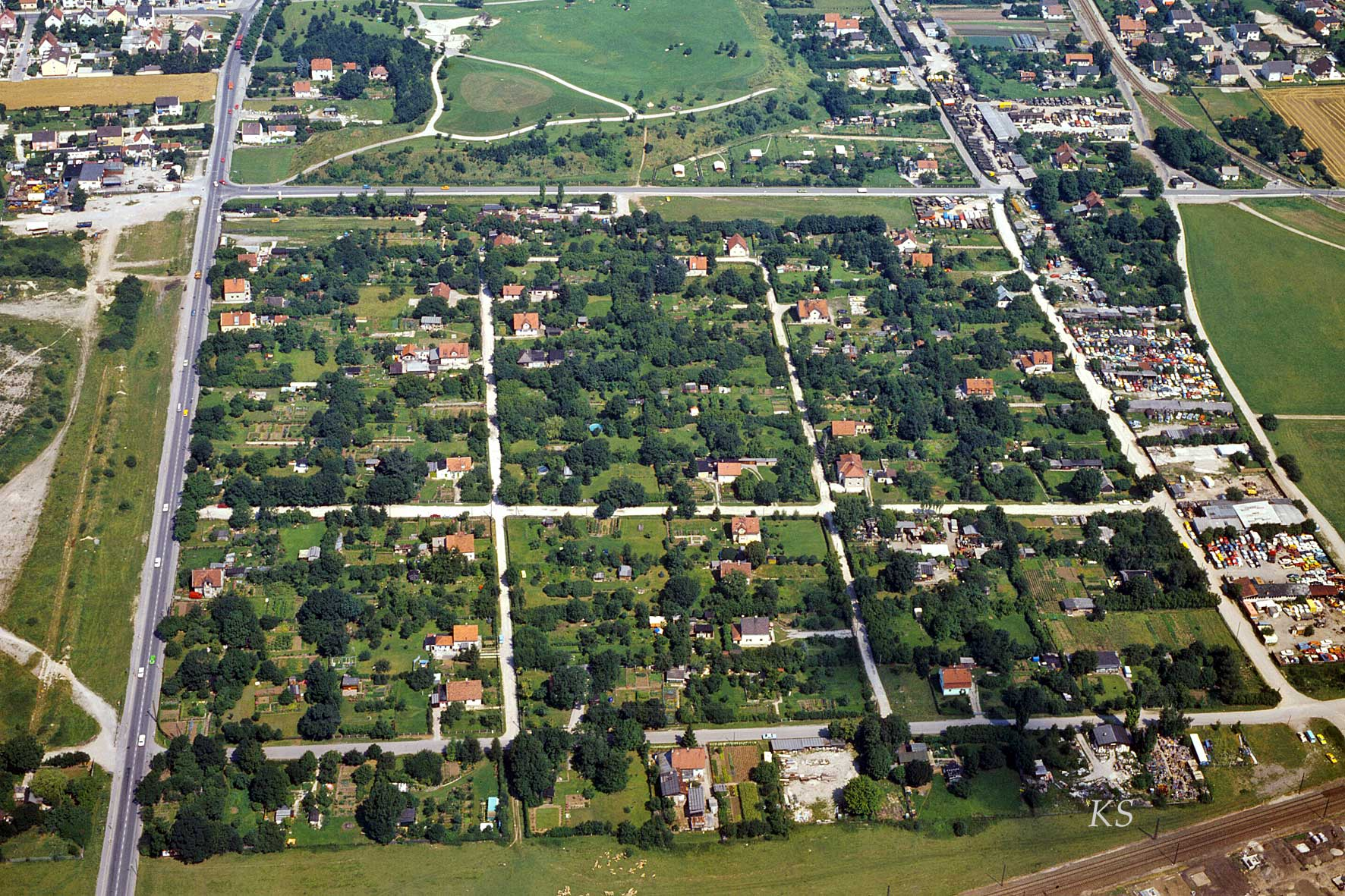
Luftbild 1979, von Süden nach Norden, links die Lassallestraße.

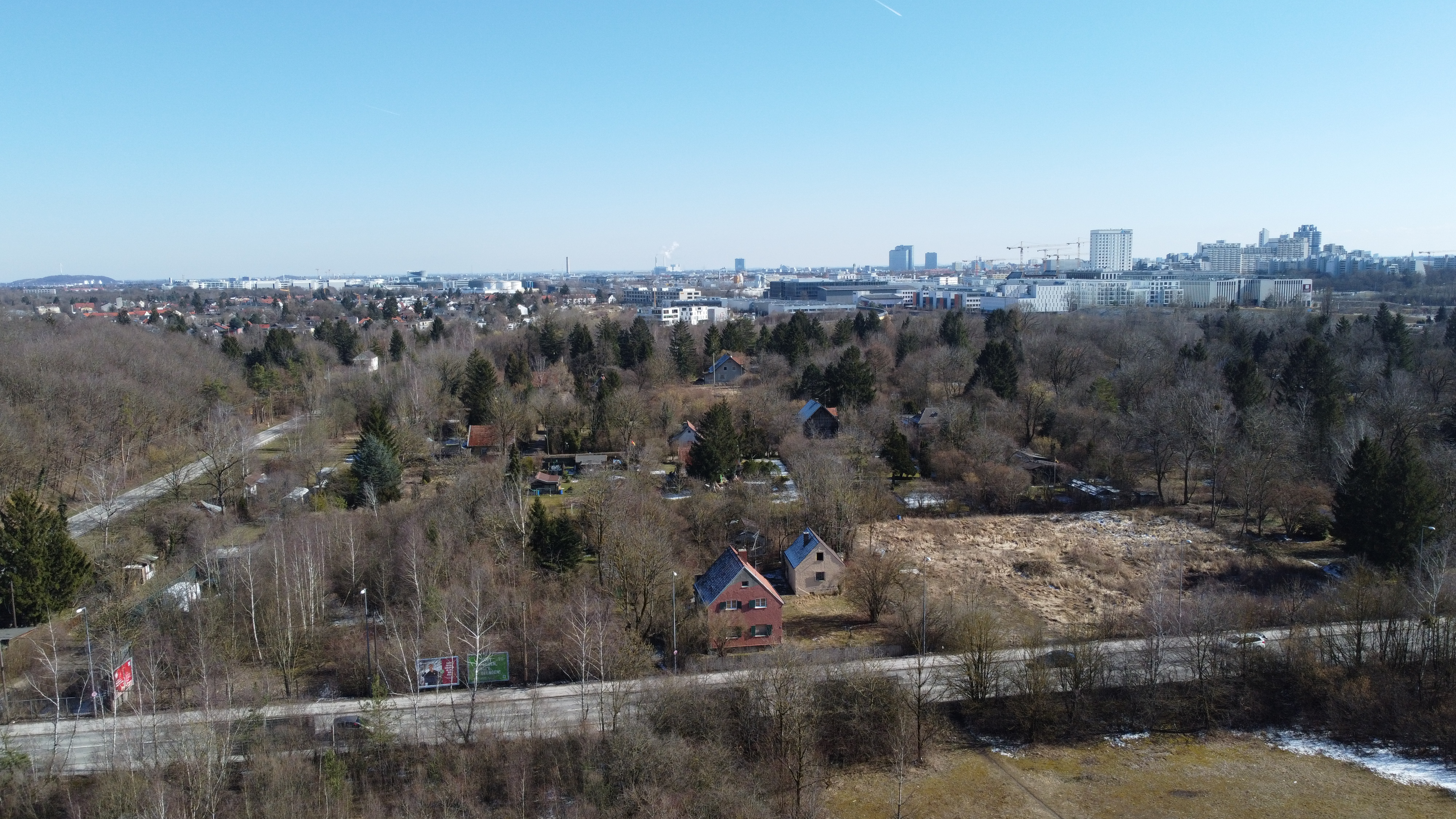
Luftaufnahme März 2021, von Westen nach Osten, vorne die Lassallestraße.

Die Eggarten-Siedlung (auch Kolonie Eggarten) ist eine ca. 21 Hektar große historische Gartensiedlung zwischen dem Lerchenauer See und dem Münchner Nordring, sowie der Lassalle- und Feldbahnstraße in München Lerchenau.
2020 wurden Pläne für die Überbauung des Geländes vorgelegt. Im Oktober 2021 wurde mit dem Abriss der Eggarten-Siedlung begonnen.

## Geschichte
Bereits um 1600 nannte man das Gebiet die Egern, abgeleitet von Ödgarten. Auf dem mageren Boden wurde eine Mehrfelderwirtschaft betrieben, bis es ab 1700 Teil der Fasanerie der Wittelsbacher wurde.
In den 1920er Jahren stellte die bayerische Krongutsverwaltung die Flächen des ehemaligen Oberen Fasangartens im Münchner Norden für Siedlungszwecke zur Verfügung. Die Siedler erhielten Erbbaurechtsverträge, die bis 1999 gelten sollten. Erlaubt war die Errichtung eines „Hauptgebäude bescheidenen Umfangs“ sowie „ein paar Stallungen und Wirtschaftsschuppen“. Bis 1926 entstanden auf dem Gelände 62 Häuser. Der Bau wurde von den Bewohnern selbst übernommen. Damals gab es dort auch Lebensmittelläden, eine Wirtschaft und eine Holzkirche.
Ab 1938 wurden viele Bewohner zum Zwangsverkauf gedrängt, weil dort ein Verschiebebahnhof geplant war. Im Herbst 1939 wurden einige Häuser abgerissen. In unmittelbarer Nähe, an der heutigen Lassallestraße gegenüber der Einmündung der Wilhelmine-Reichard-Straße, wurde das Lager Eggarten errichtet, ein Zwangsarbeiterlager des Reichsbahnausbesserungswerks Freimann. Durch Bombardierungen wurden im Krieg weitere Häuser der Siedlung zerstört.
Bis 1990 plante die damalige Deutsche Bundesbahn als Grundstückseigentümerin des Geländes die Errichtung eines Rangierbahnhofs auf dem Areal. Nachdem diese Pläne aufgegeben wurden, fiel das Grundstück an das Bundeseisenbahnvermögen (BEV) und in der Folge rund 2/3 des Areals an die bundeseigene Immobiliengesellschaft Vivico Real Estate GmbH. Das restliche Drittel verblieb zunächst beim Bundeseisenbahnvermögen. Mit dem Verkauf der Vivico Real Estate GmbH an die österreichische CA Immobilien Anlagen AG im Jahr 2007 fiel auch das sich im Besitz der Vivico Real Estate GmbH befindliche Grundstückseigentum an den neuen Eigentümer. Nach einer Ausschreibung im Dezember 2014 wurde 2016 das restliche Drittel des Geländes vom BEV an die Büschl-Unternehmensgruppe verkauft.
Im Jahr 2016 wurde durch CA Immo und die Büschl-Unternehmensgruppe eine gemeinsame und paritätische Gesellschaft für die Entwicklung des Areals gegründet, die Eggarten Projektentwicklung GmbH & Co. KG. Gemeinsam erarbeiten beide Unternehmen in Zusammenarbeit mit der Stadt München ein Strukturkonzept für das 21 Hektar große Gebiet. Neben den Grundstückseignern lobbyieren auch Münchner Baugenossenschaften für eine dichte Neubebauung des Eggartens, vertreten durch die Genossenschaftliche Immobilienagentur (GIMA eG).
2020 standen auf 84 Grundstücksparzellen noch 20 der ehemals 62 Häuser. Die meisten Bewohner dürfen die Gebäude nur als Gartenhaus benutzen, einige Bewohner genießen ein lebenslanges Wohnrecht. Im Juni 2016 sorgten Baumfällungen durch die CA Immo für Unmut, bei einer Bürgerversammlung von 500 Anwohnern aus dem Stadtbezirk Feldmoching-Hasenbergl im März 2017 wurde die geplante Bebauung des Eggarten abgelehnt und der Erhalt der „grünen Oase“ gefordert.
Im Sommer 2025 verkaufte die CA Immo ihre Beteiligung an dem Wohnbau-Vorhaben an die Büschl-Gruppe, die nun alleine das Bauprojekt betreibt.
Der Eggarten ist ein Ort der Kulturgeschichtspfade in München.

## Pläne für Neubebauung der Siedlung
Es gibt einen Aufstellungsbeschluss des Stadtrates aus dem Jahr 2019 mit dem Ziel Wohnungsbau, außerdem einen Aufstellungsbeschluss für einen Bebauungsplan im Planungsausschuss des Stadtrats aus dem Jahr 2021. Ein Billigungs- und Satzungsbeschluss stehen noch aus. Das Planungsreferat bereitet einen Bebauungsplan und die zugehörige Beteiligung der Öffentlichkeit vor. Mit einem Billigungsbeschluss kann voraussichtlich erst Ende 2025 oder Anfang 2026 gerechnet werden.
Im Juli 2020 verkündeten die Projektentwickler den Siegerentwurf des privaten Architekturwettbewerbs. Demnach sollen auf dem Gelände rund 2000 Wohnungen entstehen, die Bebauung soll Dichte und Durchlässigkeit kombinieren und mehrere begrünte Quartierplätze aufweisen. Die Siedlung wird von den Projektentwicklern als "klimaneutral" beworben, wobei sich das in erster Linie auf den Betrieb bezieht, der vorrangig über erneuerbare Energien erfolgen soll.
Ein Streitpunkt beim Stadtklima ist die starke Verengung der Kaltluftbahn: Ein dann noch 235 Meter breiter unbebauter Streifen wäre an seinem Ende durch eine Schulturnhalle blockiert. Die Realisierung des Bauvorhabens würde außerdem bedeuten, dass die Eggarten-Siedlung wesentlich dichter bebaut wäre als der Prinz-Eugen-Park im Stadtbezirk Bogenhausen.
Der Bezirksausschuss Feldmoching-Hasenbergl hatte eine Umweltverträglichkeitsprüfung gefordert, die von kleineren Parteien und einem Nachbarschaftsverein in der Lerchenau unterstützt wird.

## Filmkulisse

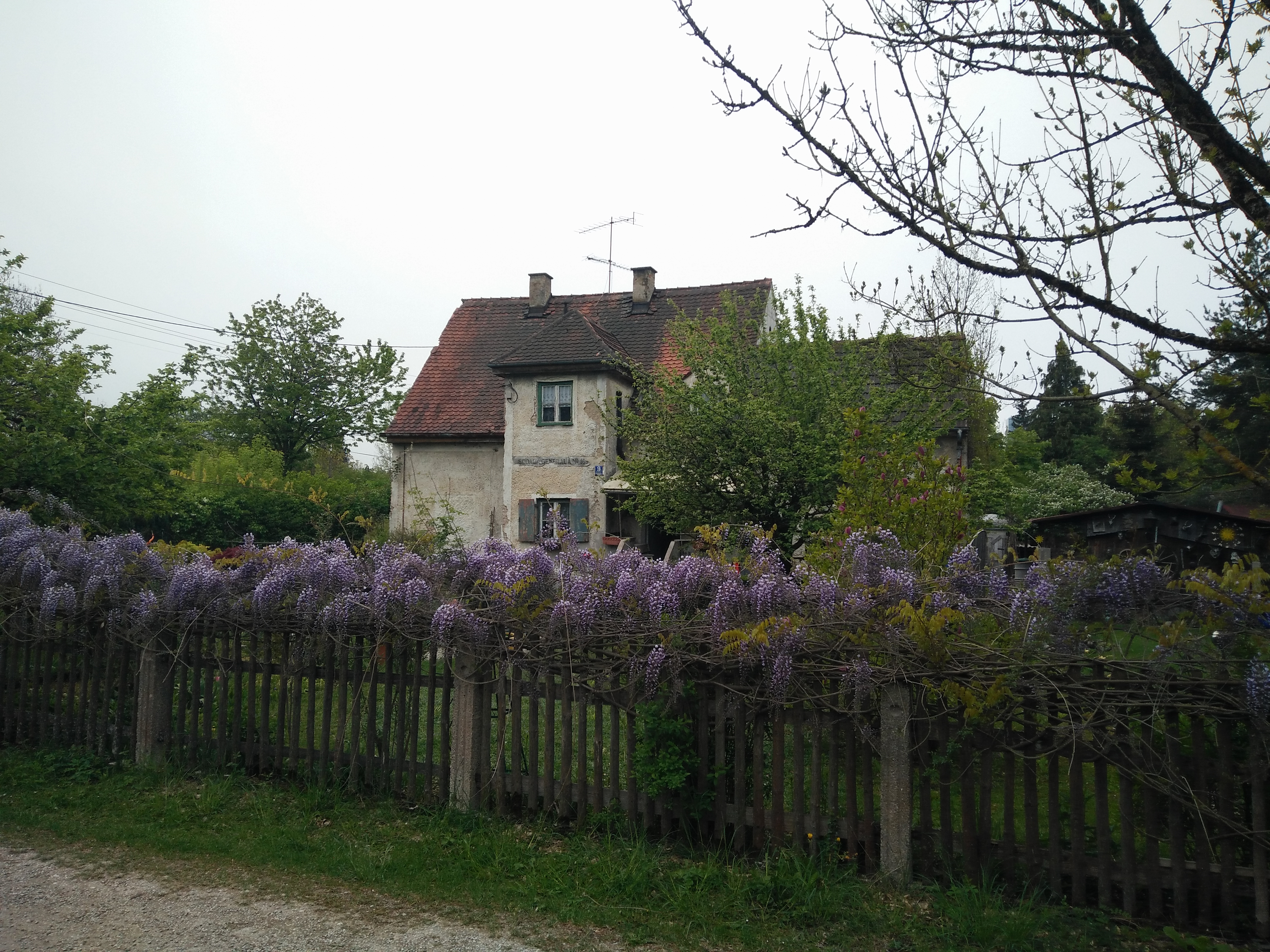
Dieses Haus diente als Tatort-Kulisse „Scoala Generala“

In den 1980er Jahren diente die Siedlung als Filmkulisse für Der Alte, im Jahr 2000 für den München-Tatort Kleine Diebe, außerdem für den Krimi Dampfnudelblues.